# Osmunda claytoniana
Osmunda claytoniana es un helecho de la familia Osmundaceae.

## Descripción
Osmunda claytoniana es una especie de la familia Osmundaceae. Este helecho nativo de América del Norte y de la zona templada de Asia oriental, se parece al helecho de canela, pero tiene folíolos mucho más anchos de color verde pálido. Se le llama vulgarmente helecho interrumpido, este insólito nombre deriva de las frondes fértiles que portan segmentos normales y estériles entre los segmentos de la corona de la misma fronde. A medida que la fronde madura a mediados de verano, los segmentos fértiles caen, dándole una apariencia "interrumpida". Crecen hasta 1,5 m de alto y las cabezuelas jóvenes, liradas, emergen cubiertas de pelos rosados.